# BRP Emilio Jacinto (PS-35)
Le BRP Emilio Jacinto (PS-35) est une corvette de type patrouilleur de la marine philippine, navire de tête de la classe Emilio Jacinto issue de la classe Peacock construite par la Royal Navy.

## Histoire
Le HMS Peacok (P239) a été construit au chantier naval Hall, Russell and Co. (en) à Aberdeen en Écosse. Il est spécifiquement adapté au travail dans les climats tropicaux. Il est entièrement climatisé et il est capable de tenir en mer lors d'un typhon. Il a été spécialement construit pour servir au 6e escadron de patrouilleur de Hong Kong.
Ensuite il a été acquis, avec le HMS Plover (P240) et le HMS Starling (P241), par la marine philippine le 1er août 1997 après la rétrocession de Hong Kong à la Chine par le Royaume-Uni.
Ces navires sont les plus modernes et mieux équipés de la Marine philippine jusqu’à l'arrivée des frégates de classe Gregorio del Pilar en 2011 et sont modernisés courant 2019.

## Classe Emilio Jacinto
Elle comprend trois navires en service :
| Nom                   | N°    | Lancement         | Mise en service | Statut |
| --------------------- | ----- | ----------------- | --------------- | ------ |
| BRP Emilio Jacinto    | PS-35 | 1er decembre 1982 | 4 août 1997     | Actif  |
| BRP Apolinario Mabini | PS-36 | 12 avril 1983     | 4 août 1997     | Actif  |
| BRP Artemio Ricarte   | PS-37 | 7 septembre 1983  | 4 août 1997     | Actif  |

### Note et référence
1. ↑  (en) Share et Twitter, « Navy upgrades BRP Emilio Jacinto », sur www.pna.gov.ph (consulté le 8 mai 2020)

- (en) Cet article est partiellement ou en totalité issu de l’article de Wikipédia en anglais intitulé « BRP Emilio Jacinto (PS-35) » (voir la liste des auteurs).